# Dança no Campo
Dança no Campo (francês: Danse à la campagne) é uma pintura a óleo sobre tela do pintor impressionista francês Pierre-Auguste Renoir datada de 1883. O quadro foi encomendado em 1882 pelo negociante Paul Durand-Ruel que queria pinturas sobre dança. Adquiriu-o em 1886, e exibiu-o pela primeira vez em Abril de 1883, mantendo-o na sua posse até à morte de Renoir em 1919. Uma outra pintura sobre o mesmo tema, Dança na Cidade, foi também executada por Renoir no mesmo ano. O homem retratado é Paul Lhôte, amigo do pintor, e a mulher, Aline Charigot, que mais tarde se tornaria a esposa de Renoir.
Este quadro, influenciado pela viagem a Itália do artista em 1881, onde encontrou inspiração de Rafael, marcou uma evolução do pintor que tentou afastar-se do Impressionismo. O desenho de Renoir torna-se mais preciso, e há uma simplificação da paleta de cores.

## Descrição
A pintura retrata um casal dançando debaixo de uma castanheira: o homem é Paul Lhôte, um amigo do pintor, e a mulher é Aline Charigot, que mais tarde se tornou a esposa do pintor. Ambas as figuras são pintadas em tamanho natural e ocupam quase toda a pintura. No entanto, uma mesa no fundo à direita, um chapéu no chão, e um par de faces abaixo do nível da pista de dança podem ser vistos. A mulher que segura um leque em sua mão direita exibe um rosto sorridente e olha para o espectador. A cena é banhada por uma atmosfera alegre, e as roupas da mulher é banhada por cores quentes. (luvas amarelas, chapéu vermelho).